# 真性
真性（しんしょう、仁安2年（1167年）- 寛喜2年6月14日（1230年7月25日））は、平安時代後期から鎌倉時代前期にかけての天台宗の僧。後白河天皇の第三皇子以仁王の第二皇子。

## 略歴
寿永2年（1183年）に出家し、比叡山の明雲や慈円、承仁に天台教学を学んだ。後鳥羽天皇・土御門天皇・順徳天皇と3代に渡り天皇の護持僧をつとめた。建仁3年（1203年）、天台座主に就任し、翌元久元年（1204年）には大僧正に任じられている。その他四天王寺別当をつとめている。
建久8年（1197年）、承仁が没すると、師から城興寺を譲られた。同寺はかつて実父の以仁王が平氏政権によって没収され、明雲に与えられた経緯があった。その後、慈円から青蓮院を譲られる約束を受けるが、慈円と不仲になって青蓮院を去っている。
寛喜2年（1230年）、彼は城興寺で咳病によって没した。